# Club Social y Deportivo Yupanqui
O Club Social y Deportivo Yupanqui, conhecido como Yupanqui, é um clube esportivo argentino do bairro de Villa Lugano, na Cidade Autônoma de Buenos Aires. Fundado em 12 de outubro de 1935, suas cores são o vermelho e o azul. A equipe de futebol atualmente participa da Primera División D, a quinta e última divisão do futebol argentino para as equipes diretamente afiliadas à Associação do Futebol Argentino (AFA), entidade máxima do futebol na Argentina. O futebol nunca foi a atividade mais importante do clube.
No ano de 2001, o clube ganhou destaque, não só na Argentina mas internacionalmente, após estrelar uma série de comerciais para a multinacional Coca-Cola, onde foi referido como o clube argentino com menos torcedores. Isso deu mais visibilidade ao clube junto ao público em geral, aumentando a receita econômica, o número de sócios, o público local e o reconhecimento de seus jogadores.

## História

### Fundação
Em meados da década de 1930, no bairro de Villa Lugano um grupo de jovens entusiastas seguindo sua paixão pelo esporte, tiveram a grande ideia de formar um clube de basquete, já que na zona onde moravam não existia um local apropriado para a prática do esporte. Assim, depois de várias reuniões, nasceu no dia 12 de outubro de 1935 o clube com um nome informal de El Fortín.
Para a mudança do nome do clube, os sócios recorreram ao dicionário. Ao chegar na letra Y, se depararam com o nome Yupanqui, verbete de origem quéchua que significa “De ti falará a posteridade”. Em 12 de abril de 1936 foi aprovado o novo nome de forma unânime, Yupanqui Basket-Ball Club. A atual denominação surgiu com a fusão dos departamentos de futebol e basquete, surgindo assim, o Club Social y Deportivo Yupanqui. O clube social tem um incidente triste em sua história. Em 1961, um incêndio acabou com a sede do Yupanqui. Demorou 20 anos para que o clube conseguisse, com doações e contribuições, construir sua nova casa. Quanto a um estádio, este item ainda está em falta.
Em 1976, o clube decidiu-se pela afiliação à Associação do Futebol Argentino (AFA) para a disputa do campeonato da Primera D, na época, a quarta divisão do futebol argentino. Estreou no torneio da Primera D em 27 de março de 1976, empatando em 0 a 0 com o General Lamadrid. O clube sempre esteve na Primera D, não consta nenhum rebaixamento, muito menos uma promoção em seu currículo na AFA.

### Campanha publicitária da Coca-Cola
No ano de 2001, o clube foi protagonista de uma série de anúncios da empresa Coca-Cola, nos quais se dizia que eles eram "o clube com menos torcedores do futebol argentino... mas não com menos paixão". A ideia dos anunciantes: destacar que a falta de torcedores, a impossibilidade de superar o Primeiro D, a escassez de recursos e seguir em frente apesar de tudo, é um exemplo de perseverança, uma virtude da instituição, não motivo de zombaria como alguns queriam acreditar.
No total, foram cinco vídeos que deram notoriedade ao clube, fazendo com que a assistência aos jogos aumentasse a ponto de seus jogadores começarem até a dar autógrafos. Antes do anúncio da Coca-Cola , o número médio de torcedores que apareciam em cada jogo era entre 5 e 7 torcedores. Após o anúncio, cerca de 50 novos membros do clube se juntaram. Eles também conseguiram bater o recorde de público em uma partida em seus domínios: 96. Esse fato foi retratado pela revista Gente. Mesmo após o pico de reconhecimento, o dinheiro arrecadado foi usado em vários projetos, como reforma de banheiros, construção de teatro, sala de xadrez, e o time de futebol não recebeu nenhum financiamento, mesmo sendo o único responsável por todo o reconhecimento o clube recebeu.

## Cronologia no Campeonato Argentino de Futebol
| Período                 | Campeonato         | Divisão | Associação | Ref.                |
| ----------------------- | ------------------ | ------- | ---------- | ------------------- |
| 1976 — Apertura de 1986 | Primera División D | Quarta  | AFA        | [carece de fontes?] |
| Desde 1986–87           | Primera División D | Quinta  | AFA        | [carece de fontes?] |

## Conquistas
- Primera División D(1): 2022
- Torneo Corto Zona Sur de Primera División D(1): 2003
- Torneo Clausura de Primera División D(1): 2022